# Marine Rambaud
Pour les articles homonymes, voir Rambaud.
Marine Rambaud est une véliplanchiste de l'équipe de France. Licenciée au CNF Cornouaille, elle évolue sur les circuits internationaux depuis 2007 en RS:X.

## Palmarès

### Championnat du monde
- 2010: 8e de la coupe du monde de voile en planche à voile RS:X
- 2009: 5e au championnat  du monde de planche à voile RS:X[1]

### Championnat d'Europe
- 11e au championnat d'Europe de planche à voile RS:X en 2009